# BAe ATP

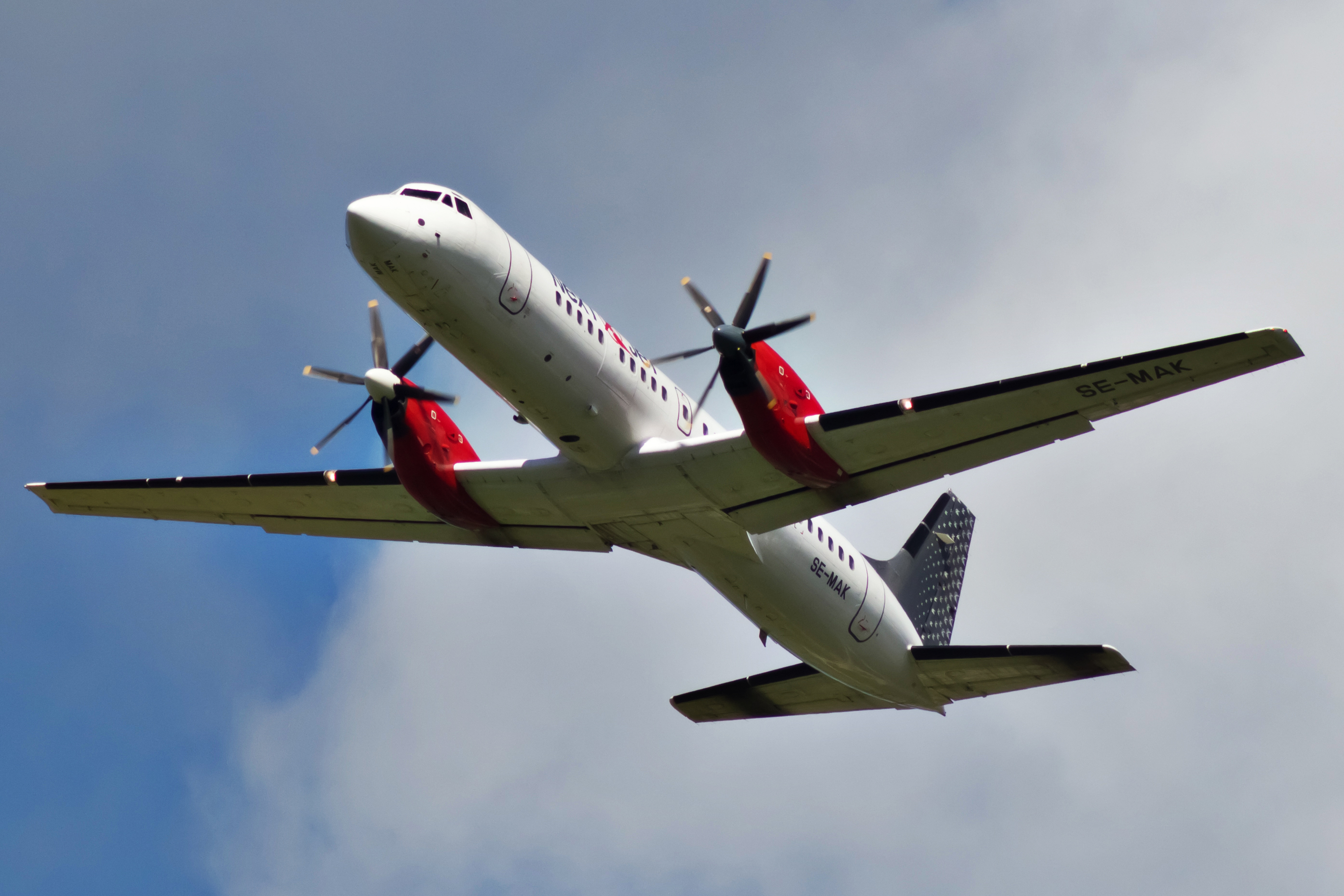
En BAe ATP av svenska Nextjet startar på Visby

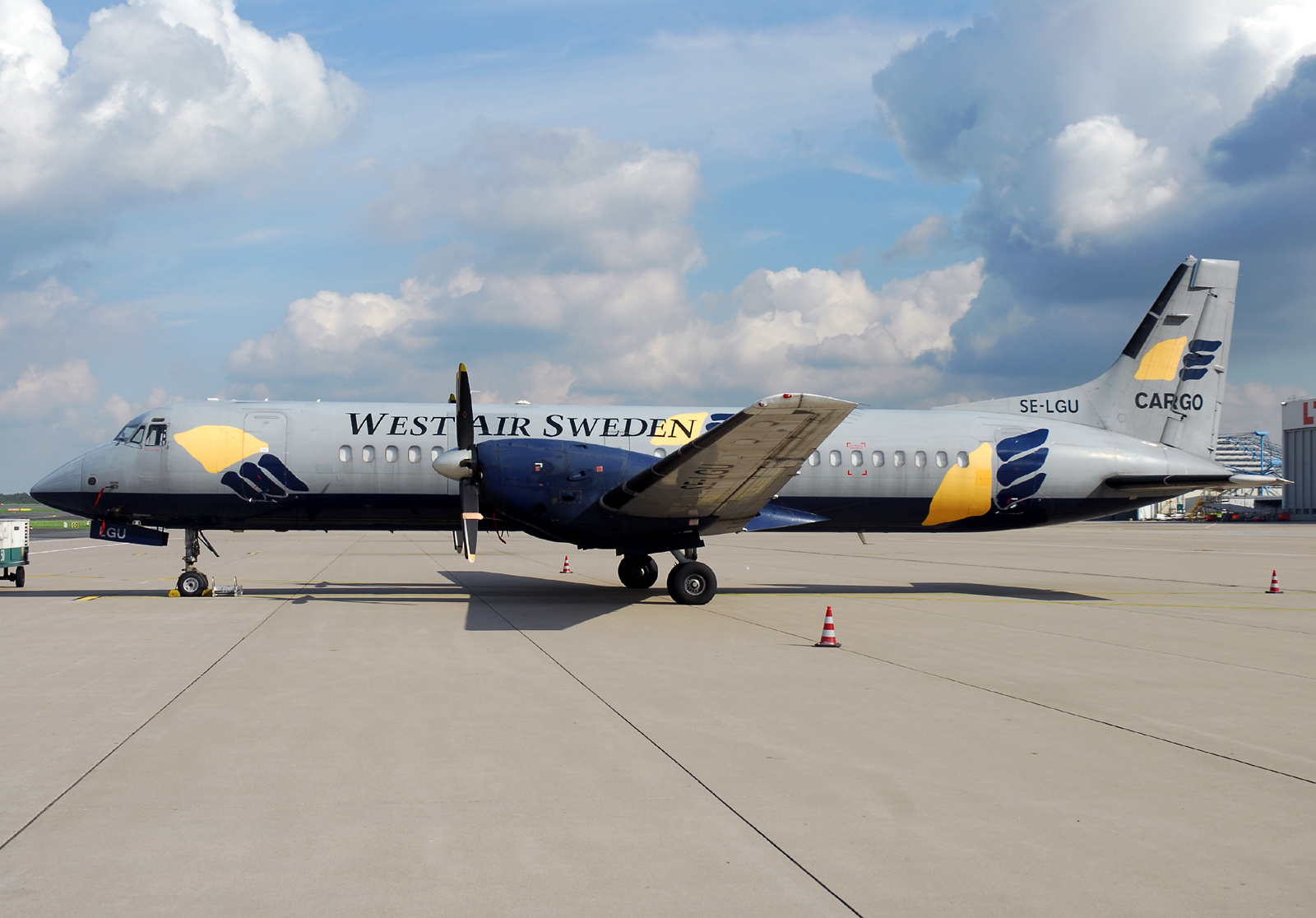
West Air Sweden ATP på Düsseldorfs flygplats, 2006

British Aerospace BAe ATP är ett flygplan där ATP står för Advanced Turbo Prop och är ett mellandistansflygplan ämnat för så kallade transkontinentala transporter. Planet har ett vingspann på 30,6m, flygkroppen är 26m lång och är drygt 7 m högt. I modifierad version har den en max startvikt på över 23 678 kg vilket placerar den i det tyngre turboprop-segmentet. 
ATP:n tar i passagerarversion upp till 72 passagerare och i fraktversion strax över 8 ton. Planet producerades i 63 exemplar av British Aerospace och många kom sedan att konverteras till fraktflygplan. Flygplanet drivs av två Pratt and Whitney PW 126 motorer som ger ca 2 600 SHP vardera. Propellertypen är en 6-bladig BA/Hamilton Standard (idag Hamilton Sundstrand) med drygt 4 meter i diameter. Normal marschfart är ca 260 knop och planet är certifierat upp till 25 000 fot. 
West Air har ett flertal ombyggda ATP:er i sin flotta, de har också tagit fram en s.k. Large Freight Door för att göra flygplanet kompatibelt med containerlast.
Andra operatörer är NextJet och SATA.